# Фідельман Олександр Петрович
Олександр Фідельман (нім. Alexander Fiedemann, рос. Алекса́ндр Петро́вич Фи́дельман; 24 жовтня 1878 Київ, Київська губернія, Російська імперія — 28 січня 1940 Прага, Протекторат Богемії та Моравії) — російсько-німецький скрипаль-віртуоз та музичний педагог.

## Життєпис

### Ранні роки
Олександр Фідельман народився в Києві 24 жовтня 1878 року. Його ім'я при народженні — Рувім Пейсахович Фідельман (рос. Рувим Пéйсахович Фидельман). Його батько, Пейсах Фідельман, був клезмером і давав Олександру перші уроки з 6 років. У 9 років він почав навчатися у Отакара Шевчика в Київській консерваторії, а в 12 років поїхав до Лейпцига навчатися у Адольфа Бродського в Лейпцизькій консерваторії. Серед його публічних виступів як студента в Лейпцигу був виступ у 1890 році з твором Шарля Огюста де Беріо, який приніс йому велике визнання в музичній пресі.

### Музична кар'єра
Коли Бродському запропонували посаду в Нью-Йоркському симфонічному оркестрі, він взяв Олександра з собою до Сполучених Штатів, де той дав кілька концертів, зокрема в Карнеґі-холі в грудні 1891 року, а також кілька концертів з Артуром Нікішем та його дружиною Амелі Гойснер у 1892 році. Після повернення до Європи, починаючи з 1897 року, він став першим викладачем скрипки в новоствореному музичному училищі в Одесі (яке згодом стало Одеською консерваторією, нині відомою як Одеська національна музична академія імені А. В. Нежданової). Серед його учнів там були Михайло Ельман, Наум Бліндер, Олександр Шайхет та Йосип Чернявський (який був його племінником). Його брат Макс Фідельман також був викладачем скрипки в Одесі, відомий переважно тим, що деякий час навчав Тошу Зайделя.

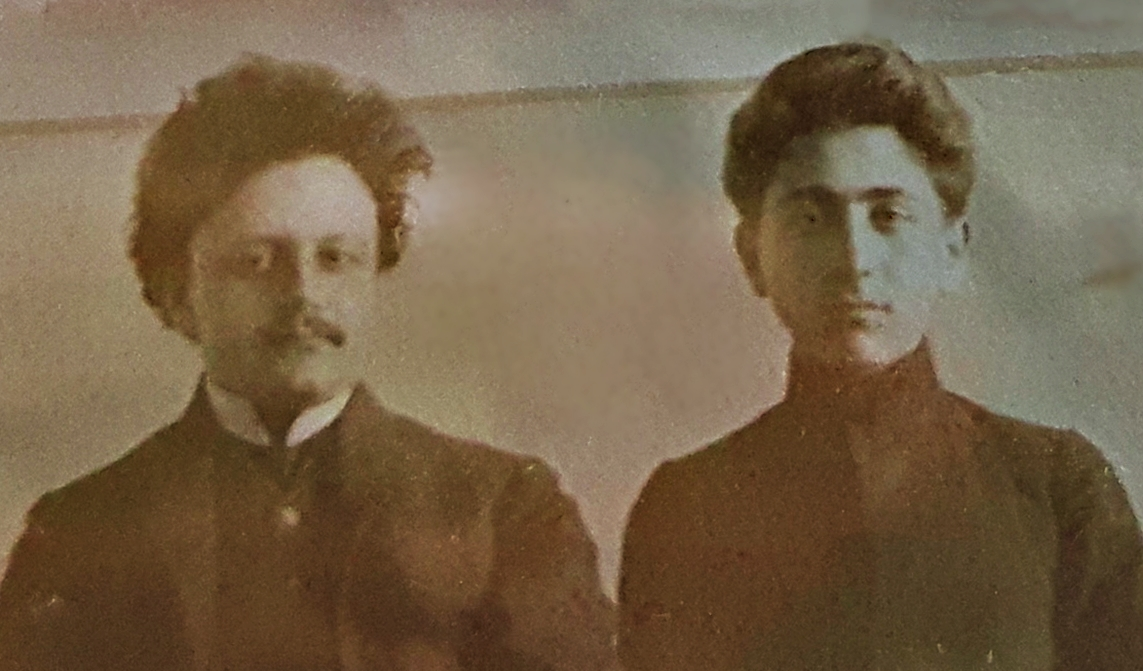
Олександр Фідельман та Наум Бліндер

У 1907 році він переїхав до Берліна і незабаром почав викладати в консерваторії Штерна, де з 1908 по 1919 рік викладав старший викладач по класу скрипки. Серед його учнів там були Борис Кройт, Йозеф Ройсман та Тоша Зайдель. Він також заснував там постійний камерний квартет, Fiedemann-Quartett або Струнний квартет Фідельмана, який став дуже відомим. І він регулярно давав концерти, наприклад, у 1909 році з Ґуставом Голлендером, який диригував оркестром, де він грав твори Шпора, Мендельсона та Бетховена.
У грудні 1927 року Фідельман одружився з Фанні Руден. Після приходу до влади нацистської партії вони переїхали до Праги. Останні роки життя він провів там у відносній невідомості й помер 28 січня 1940 року. Похований на Новому єврейському цвинтарі. Дружина Фідельмана не змогла знайти кошти на еміграцію з окупованої Чехословаччини й у 1942 році була депортована до концтабору Терезієнштадт. Загинула у 1944 році у концтаборі Аушвіц.